# Col Cedar
Le col Cedar, en anglais Cedar Pass, est un col routier dans les badlands de l'État américain du Dakota du Sud. Il est situé à une altitude de 822 m dans le comté de Jackson et est protégé au sein du parc national des Badlands. Franchi par la South Dakota Highway 240, il concentre plusieurs infrastructures du National Park Service, en particulier un office de tourisme, le Ben Reifel Visitor Center, mais aussi un camping, le Cedar Pass Campground. Le Cedar Pass Lodge, seul hôtel au sein du parc, se trouve également sur ce site.